# Pentyl (kemisk grupp)

Pentylgruppens åtta olika isomerer.

Pentyl, i äldre nomenklatur även Amyl,  är inom den organiska kemin en alkyl med den kemiska formeln -C5H11. Det är den substituent som motsvarar pentan och har alltså fem kolatomer.
Pentyl har åtta isomeriska former:
- Pentyl (n-pentyl)
- 1-Metylbutyl (sec-pentyl)
- 2-Metylbutyl
- 3-Metylbutyl (isopentyl)
- 1,1-Dimetylpropyl (tert-pentyl)
- 1,2-Dimetylpropyl
- 2,2-Dimetylpropyl (neopentyl)
- 1-Etylbutyl